# Журавський Петро Овер'янович
Петро́ Овер'я́нович Жура́вський (5 лютого 1916, Баштечки — 1998, Нагірна) — ланковий колгоспу «Прогрес» села Нагірна, Жашківського району, Герой Соціалістичної Праці, лауреат Державної премії СРСР за видатні трудові досягнення (1975), депутат Верховної Ради УРСР 7-го та 8-го скликань.

## Біографія
Петро Овер'янович Журавський народився 5 лютого 1916 року в селі Баштечки, Жашківської волості, Таращанського повіту, Київської губернії у родині селян.
У 1935–1939 роках П. О. Журавський працював на різних роботах в колгоспі ім. Ворошилова в селі Баштечки, Жашківського району.
В 1939 році призваний на військову службу в Червону Армію. Учасник Німецько-радянської війни. В роки війни старший сержант Петро Журавський служив у складі 239-го Окремого гвардійського дивізіону, 30-го Гвардійського мінометного полку. 29 липня 1943 року Петра Овер'яновича Журавського було нагороджено медаллю «За Відвагу». Демобілізований у 1946 році.
У 1958 року Петро Журавський працює механізатором в колгоспі «Прогрес» села Нагірна, Жашківського району, а з 1959 — ланковим по вирощуванню цукрових буряків у цьому ж колгоспі. Разом з ученими науково-дослідного інституту цукрових буряків (м. Київ), Петро Журавський розробив і застосував машинну технологію вирощування цукрових буряків, яка стала потім широко застосовуватись в Україні.
У 1965 році Петро Овер'янович Журавський був удостоєний звання Герой Соціалістичної Праці. Серед інших його відзнак — звання «Заслужений механізатор сільського господарства УРСР» та Державна премія СРСР за видатні трудові досягнення (1975).
Депутат Верховної Ради УРСР 7-го (1967—1971) та 8-го (1971—1975) скликань.
Петро Журавський — делегат XXIII з'їзду КПУ (1966) та XXIV з'їзду КПУ (1971), на яких обирався членом ЦК.
Помер в у 1998 році.

## Нагороди та відзнаки
- Герой Соціалістичної Праці (31.12.1965);
- Орден Леніна (31.12.1965);
- Орден Леніна;
- Орден Жовтневої Революції;
- Орден Вітчизняної війни 2-го ступеня (1985);
- Медаль «За відвагу» (29.07.1943);
- Державна премія СРСР за видатні трудові досягнення (1975);
- «Заслужений механізатор сільського господарства УРСР»;
- Медалі.